# Entrepreneur
Pour les articles homonymes, voir Entrepreneur (homonymie).

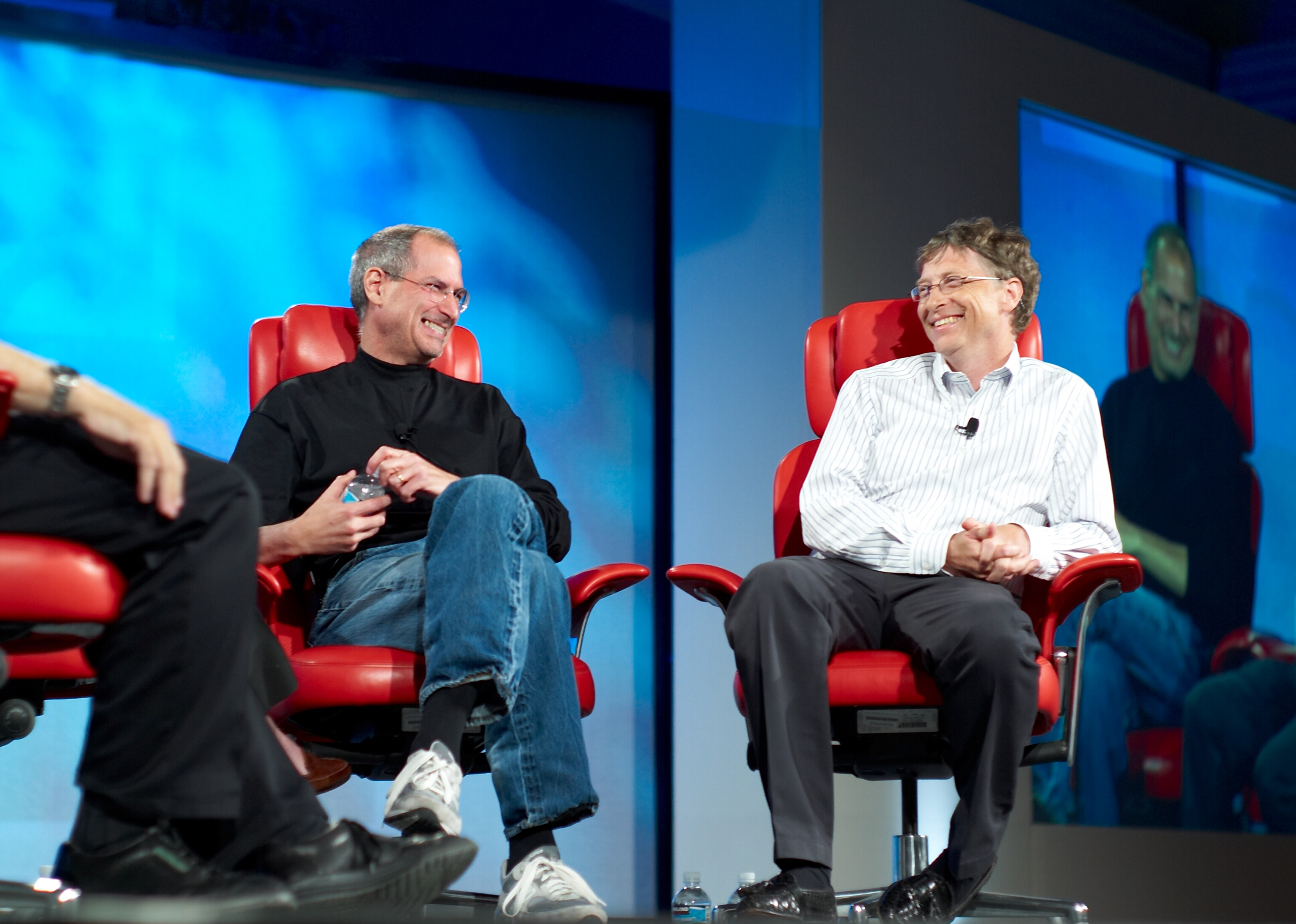
Steve Jobs et Bill Gates en 2007 dans une conférence du nom de : « D5, All things digital ».

Le terme « entrepreneur » (au féminin « entrepreneuse » ou « entrepreneure ») recouvre des acceptions connexes mais distinctes :
- l'usage courant l'assimile à un chef d'entreprise, tantôt porteur d'un projet d'entreprise en phase de démarrage, tantôt dirigeant d'une entreprise davantage établie, à
- « entrepreneur » est également l'appellation donnée aux chefs d'entreprise de différents secteurs du bâtiment ou des travaux publics ;
- en droit, l'entrepreneur (ou maître d'œuvre) est « la personne qui — dans un contrat d'entreprise — s'engage à effectuer un travail en réponse à la demande d'un maître d'ouvrage ».

Le présent article traite de la première acception.

## Personnalité de l'entrepreneur
L'identification de l'entrepreneur à son projet d'entreprise ou à une entreprise établie explique le degré fort de son implication.
À la différence de l'homme d'affaires, l'entrepreneur est fortement investi matériellement ou moralement dans le développement et le déploiement de son projet. Sa mission est la réunion et la mobilisation de ressources pertinentes, ainsi que la volonté de pérennisation de celles-ci dans le cadre durable d'une organisation voire d'une institution.
Pourtant, les exemples abondent (voir le destin d'André Citroën en particulier) qui montrent que les qualités indéniables chez un « entrepreneur » ne coïncident pas toujours avec celles du « gestionnaire » :
- le premier est doté en principe du leadership et la vision adaptés aux enjeux et aux risques ;
- le second dispose normalement des vertus hautement nécessaires pour assurer la gestion au quotidien des revenus et des charges.

La forte personnalité de l'entrepreneur, souvent inséparable de l'entreprise qu'il a fondée ou relancée et pratiquant un leadership souvent sans partage, fait que sa disparition - lorsque la prise de relais n'est pas suffisamment préparée - entraîne fréquemment une crise de succession dont les effets à terme peuvent être dévastateurs, surtout au moment où l'entreprise se sent « orpheline ». Il est donc utile de prendre en compte l'influence que la personnalité de l'entrepreneur exerce sur son entreprise,,.
Selon une étude d'Ernst & Young, « on ne naît pas entrepreneur, on le devient ». Mais d'autres études soulignent que « les 3/4 des entrepreneurs sont issus d'une famille d'entrepreneurs ». Pour Saras Sarasvathy tout le monde peut devenir entrepreneur, pour cela elle propose la théorie de l’effectuation qui qualifie la posture entrepreneuriale des individus. L'approche effectuelle est opposée à l'approche causale mais dans la pratique ces deux phénomènes se complètent dans la vision entrepreneuriale.
En France, l’âge moyen de l’entrepreneur est de 41 ans. Parmi ce groupe, 2 % ont moins de 25 ans. Une faible proportion d’individus estime avoir les compétences nécessaires au démarrage d’une activité entrepreneuriale : 38 % contre 43 % au Royaume-Uni et 56 % aux États-Unis. Pour la figure de l'entrepreneur propre à l'entreprise voir l'article : Entreprise.

## Évolution de la vision de l'entrepreneur
Les caractéristiques dominantes de la personnalité entrepreneuriale ont évolué.
Les précurseurs : pour Richard Cantillon (1723), l'entrepreneur achète des produits et services à un prix certain pour le revendre à un prix incertain sur le marché, après défraiement des frais de transport. Ce fut le premier qui a attribué à l'entrepreneur un rôle clé dans le processus économique. Dans son « Essai sur la nature du commerce en général », l'auteur a reconnu le rôle de l'entrepreneur comme étant un agent économique. L'entrepreneur pour Cantillon « is someone who engages in exchanges for profit, specifically, he is someone who exercises business judgment in the face of uncertainty ». Jean-Baptiste Say (1767-1832) fonde véritablement le concept et lui confère une consistance significative. Il définit l'entrepreneur comme l'intermédiaire entre le savant (connaissance) et l'ouvrier (industrie). Marcel Proust utilise l'image glorifiée de l'entrepreneur pour décrire avec emphase un des personnages du roman La Prisonnière (1923) : « C'était un homme, un vrai, un entrepreneur » ;
Joseph Schumpeter redonne à l'entrepreneur une place importante en le désignant comme étant « l'homme de l'innovation » : Parce qu'il incarne et porte le pari de l'innovation, son dynamisme assure la réussite de celle-ci :
 « L’entrepreneur est un homme dont les horizons économiques sont vastes et dont l’énergie est suffisante pour bousculer la propension à la routine et réaliser des innovations ». C'est un véritable aventurier qui n'hésite pas à sortir des sentiers battus pour innover et entraîner les autres hommes à faire autre chose que ce que la raison, la crainte ou l'habitude leur dictent de faire. Il doit vaincre les résistances qui s'opposent à toute nouveauté risquant de remettre en cause le conformisme ambiant. L'entrepreneur est beaucoup plus qu'un chef d'entreprise, simple administrateur gestionnaire. Beaucoup plus qu'un rentier-capitaliste, simple propriétaire des moyens de production.
Ainsi, on pourrait soutenir qu'Henry Ford lorsqu'il s'établit en 1906 comme chef d'entreprise n'est pas un entrepreneur. Mais qu'il le devient en 1909, lorsque ses usines commencent à fabriquer la fameuse Ford T et font évoluer l'automobile vers le statut d'objet de consommation courante et qu'il met en œuvre le système de la chaîne de montage qui permet à la fois de baisser les coûts de production et d'accroître le débit de la production, ce qui ouvre la porte à la production de masse.
Autre exemple de véritable entrepreneur avec Alfred Krupp qui concentre verticalement ses entreprises et met en pratique le nouveau procédé de fabrication de l'acier imaginé par l'anglais Henry Bessemer (voir son histoire).
Pour Schumpeter, l'entrepreneur est certes motivé par la réalisation de bénéfices générés par les risques pris et la réussite. Mais, la conception du profit défendue est originale. L'entrepreneur crée de la valeur à l'aide d'un Business Model, comme le salarié et comme lui il est aussi motivé par un ensemble de mobiles irrationnels dont les principaux sont sans doute la volonté de puissance, le goût sportif de la victoire et de l'aventure, ou la joie simple de créer et de donner vie à des conceptions et des idées originales. Pour Schumpeter, le profit est la rémunération de l'initiative créatrice des risques pris par l'entrepreneur. Cette conception est contraire aux économistes classiques qui font du profit la contrepartie des efforts productifs (capital et travail) de l'entrepreneur, ce qui est plutôt celle du chef d'entreprise. Elle est également contraire à la conception marxiste, qui place l'origine du profit dans la confiscation de la plus-value, c'est-à-dire l'appropriation d'une partie du fruit du travail des salariés, là on trouve plutôt le rentier-capitaliste.
Dans une période plus récente, divers auteurs enrichissent le concept de diverses manières. Pour W. Sombart (1922), l'entrepreneur est celui qui réunit les facteurs de production, capital et travail, conduit la production et établit les relations entre la production et l'utilisation finale des produits réalisés. Sans l'entrepreneur, la création et l'innovation sont impossibles dans le mode de production capitaliste. Il donne aux facteurs de production un rôle vital qu'aucune autre personne ne peut réaliser à sa place. Mais tous les entrepreneurs n'ont pas la même importance : quelques grands entrepreneurs qui décident et se responsabilisent sont des leaders dans l'économie capitaliste qui tracent le chemin aux autres qui les imitent, les suiveurs. Bien que l'entrepreneur puisse poursuivre plusieurs objectifs (croissance interne, externe et notoriété de l'entreprise, augmentation du montant des ventes…), la recherche des bénéfices reste son but principal. David McClelland (1961) : l’entrepreneur est avant tout motivé par un besoin débordant de réalisations, par « la nécessité de construire ». Collins and Moore (1970) (étude du cas de 150 entrepreneurs) concluent qu’ils sont durs, pragmatiques et conduits par le besoin d’indépendance et de réalisation, et peu enclins à se plier à l’autorité. Peter Drucker dans son ouvrage Les Entrepreneurs (1985), insiste sur l'innovation et l'esprit d'entreprise (entrepreneuriat). Bird (1992) voit les entrepreneurs comme étant Mercuriels et imprévisibles, sujets à des intuitions, des activités cérébrales intenses, et des déceptions. Ce pourquoi ils sont ingénieux, plein de ressources, malins, opportunistes, créatifs, et sentimentaux. Busenitz et Barney (1997) défendent le fait que les entrepreneurs sont susceptibles d’être trop confiants ou de généraliser trop facilement. Cole (1959), définit quatre types d’entrepreneurs : l’innovateur, l’inventeur qui calcule, le promoteur trop optimiste et le constructeur d’organisations. Burton W. Folsom Jr. distingue quant à lui ce qu’il appelle « l’entrepreneur politique » qui cherche le profit pour son affaire en usant de son influence politique afin d’obtenir des faveurs et des accords avec le gouvernement, de « l’entrepreneur de marché » qui recherche le profit sans mettre en jeu son influence.

## Accompagnement des entrepreneurs
L'accompagnement entrepreneurial comme l'a présenté Pluchart (2012, p. 220) « recouvre un ensemble de relations ou de médiations visant à apporter les ressources financières, matérielles et immatérielles nécessaires au créateur ou au repreneur d'entreprise ». Batavia Industrial Center fut la première structure d'accompagnement établi en 1959 à New York, États-Unis. Il présente le premier incubateur établi. Ces structures n'ont pu se développer qu'à partir des années 80, notamment avec la création de la National Business Incubation Association en 1985. Ce développement s'accélère dans les années qui suivent en réponse à la montée de l'économie entrepreneuriale. L'explosion de la bulle internet à la fin des années 1990 n'a qu'augmenté l'intérêt accordé à ces structures en favorisant la création d'entreprises innovantes.
L'accompagnement entrepreneurial est présenté, par Pluchart (2012), comme un réseau social. L'auteur, et d'après les travaux de Degenne et Forse (1994), définit un réseau social par un ensemble de nœuds qui combinent des acteurs, groupes d'acteurs ou organisations liés par des relations formelles ou informelles et par des transferts de ressources. La structure de ce réseau est caractérisée par plusieurs éléments :
- structures d'accompagnement : institutions locales (Chambres de commerce et d'industrie, chambre de métiers, agence régionale de développement, municipalités ou communautés urbaines, associations spécialisées dans l'accompagnement, boutique de gestion, etc.), institutions nationales, écoles ou établissements professionnels ou supérieurs de formation ou de recherche, associations professionnelles ou clubs de dirigeants, sociétés de conseil (consultants, banquiers), laboratoires privés, etc. ;
- natures de l'accompagnement : techniques (innovations process et innovations produits), stratégiques et commerciales (diversifications et internationalisation), organisationnelles (introduction de nouvelles fonctions et de nouveaux modes relationnels internes et externes) et financières ;
- pratiques d'accompagnement : stage d'étudiants encadrés par des spécialistes (chargé de missions institutionnels, universitaires, consultants), interventions individualisées de consultants ou de chargés de mission institutionnels, action de sensibilisation et d'information, actions de formation et séminaires d'échanges d'expériences ;
- intensité de l'accompagnement : dimension temporelle (durée) et multiplicité des acteurs: de l'utilisation d'un réseau de compétences multiples (institutions locales et nationales, établissements d'enseignement supérieurs ou professionnels, structures privées ou professionnelles) à l'appui d'une ou de deux structures d'accompagnement.

### Institutions chargées de l'entrepreneuriat

#### Aide au financement des entrepreneurs
Le financement des PME est toujours une question cruciale. Le besoin de financement se heurte constamment, d'une part, à la capacité de l'entreprise à financer son propre développement, et d'autre part, au souci d'indépendance de l'entreprise. La capacité de financement de l'entreprise limite sa vitesse de croissance. Le souci d'indépendance de l'entreprise peut être un facteur bloquant à son développement. Des solutions de financement public peuvent permettre de concilier vitesse de croissance et volonté d'indépendance.

### Manifestations dédiées à l'entrepreneuriat
Plusieurs salons dédiés aux entrepreneurs sont organisés pour les PME, et les TPE.
Par ailleurs, plusieurs centaines d'organisateurs se mobilisent annuellement en novembre pour la semaine Global entrepreneurship week : en France, 623 événements ont mobilisé 100 000 participants dans 81 villes en 2010 ; à travers le monde, 40 000 événements ont réuni 10 millions de participants dans 102 pays.
Les jeunes entrepreneurs des 20 pays les plus puissants se regroupent en Australie pendant 4 jours dans le cadre du G20 YEA (Young Entrepreneurs’ Alliance). Depuis la crise de 2008, 400 entrepreneurs sont sélectionnés pour émettre une liste de recommandations aux chefs d’État avec pour objectif de relancer la croissance et l’emploi.